# Abilly
 Abilly  es una población y comuna francesa, en la región de  Centro-Valle del Loira, departamento de Indre y Loira, en el distrito de Loches y cantón de Descartes. Está integrada en la Communauté de communes Loches Sud Touraine.

## Demografía
| Gráfica de evolución demográfica de Abilly entre 2006 y 2018 |
|                                                              |

Fuentes: INSEE.